# Ladîjînski Hutorî
Ladîjînski Hutorî (în ucraineană Ладижинські Хутори) este o comună în raionul Haisîn, regiunea Vinnița, Ucraina, formată numai din satul de reședință.

## Demografie
Componența lingvistică a satului Ladîjînski Hutorî
     Ucraineană (98,37%)
     Rusă (1,63%)
Conform recensământului din 2001, majoritatea populației satului Ladîjînski Hutorî era vorbitoare de ucraineană (98,37%), existând în minoritate și vorbitori de rusă (1,63%).